# Wysoka Tama
Wysoka Tama (także: Wysoka Tama Asuańska, Wielka Tama Asuańska) – jedna z dwóch tam na Nilu, w pobliżu miasta Asuan w Egipcie.
Wysoka Tama ma długość 3600 m, szerokość u podstawy 980 m i 40 m u szczytu oraz wysokość 111 m. Do jej zbudowania użyte zostały 43 miliony m³ materiału. Maksymalna przepustowość tamy wynosi 11 000 m³/s.
Moc elektrowni wodnej Wysokiej Tamy wynosi około 2,1 gigawata (12 generatorów po 175 megawatów każdy).
W okolicy zachodniego końca tamy, znajduje się wieża w kształcie kwiatu lotosu. Wybudowana została jako pomnik przyjaźni egipsko-radzieckiej, dla upamiętnienia pomocy ZSRR przy budowie Wysokiej Tamy.

## Konstrukcja Tamy

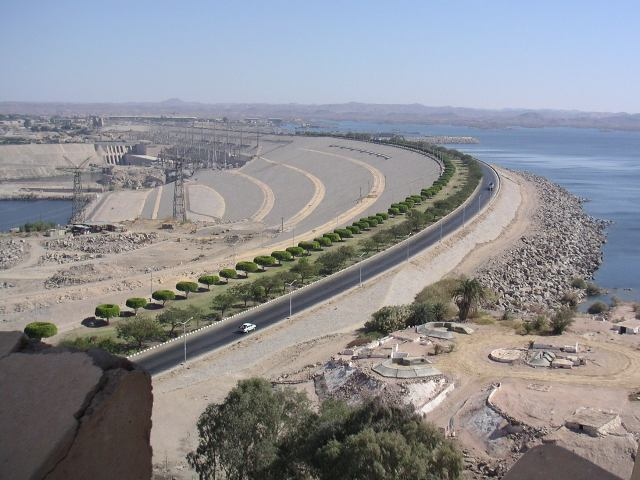
Panorama Wysokiej Tamy ze szczytu wieży przyjaźni egipsko-radzieckiej

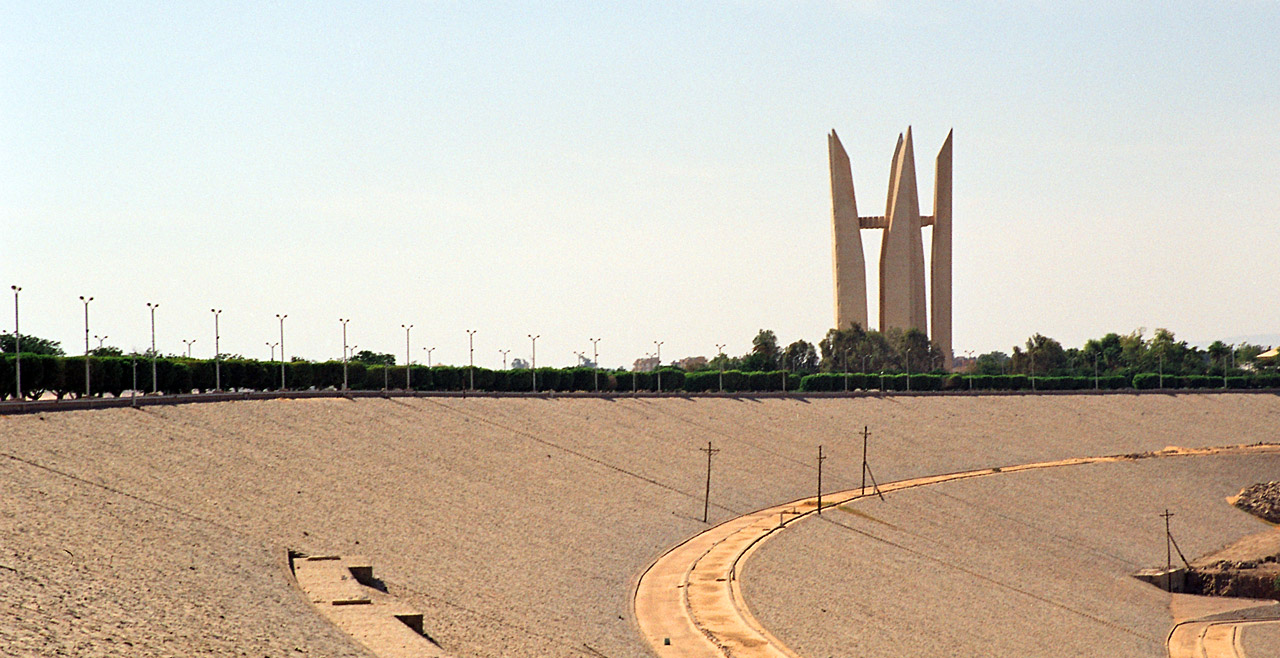
Widok z punktu widokowego w środkowej części Wysokiej Tamy, w kierunku wieży przyjaźni egipsko-radzieckiej

Wybudowana na początku XX wieku i dwukrotnie rozbudowywana w latach późniejszych Tama Asuańska okazała się niewystarczająca. Powzięto w związku z tym decyzję o budowie większej tamy, 6 km w górę Nilu.
Plany budowy Wysokiej Tamy rozpoczęto w 1952 roku, po rewolucji Wolnych Oficerów i objęciu władzy przez Gamala Abdela Nasera. Początkowo Tama miała być współfinansowana przez Stany Zjednoczone, ale po formalnym uznaniu przez Egipt Chińskiej Republiki Ludowej rząd amerykański wycofał się ze swej obietnicy. W związku z tym rząd Egiptu zamierzał sfinansować budowę tamy z zysków, jakie przynosił Kanał Sueski. Pomocy udzielił Egiptowi również Związek Radziecki, proponując pokrycie około jednej trzeciej kosztów budowy. ZSRR zaoferował także pomoc radzieckich inżynierów oraz maszyny.
Budowę tamy rozpoczęto w roku 1960, a ukończono 21 lipca 1970 roku. Jezioro Nasera zaczęto zalewać już w 1964 roku, po ukończeniu pierwszego etapu budowy. Łączną liczbę osób przesiedlonych w wyniku realizacji projektu szacuje się na 100 000–120 000.

## Ocalenie zabytków
Utworzenie Jeziora Nasera groziło zalaniem wielu zabytków starożytnego Egiptu. Wskutek protestów archeologów, UNESCO rozpoczęło w 1960 roku operację ratowania tych zabytków. 24 większe obiekty zostały przeniesione do wyżej położonych miejsc (najbardziej znanym przykładem jest Abu Simbel) lub oddane krajom, które brały udział w tej operacji (m.in. Świątynia Debod).

## Korzyści

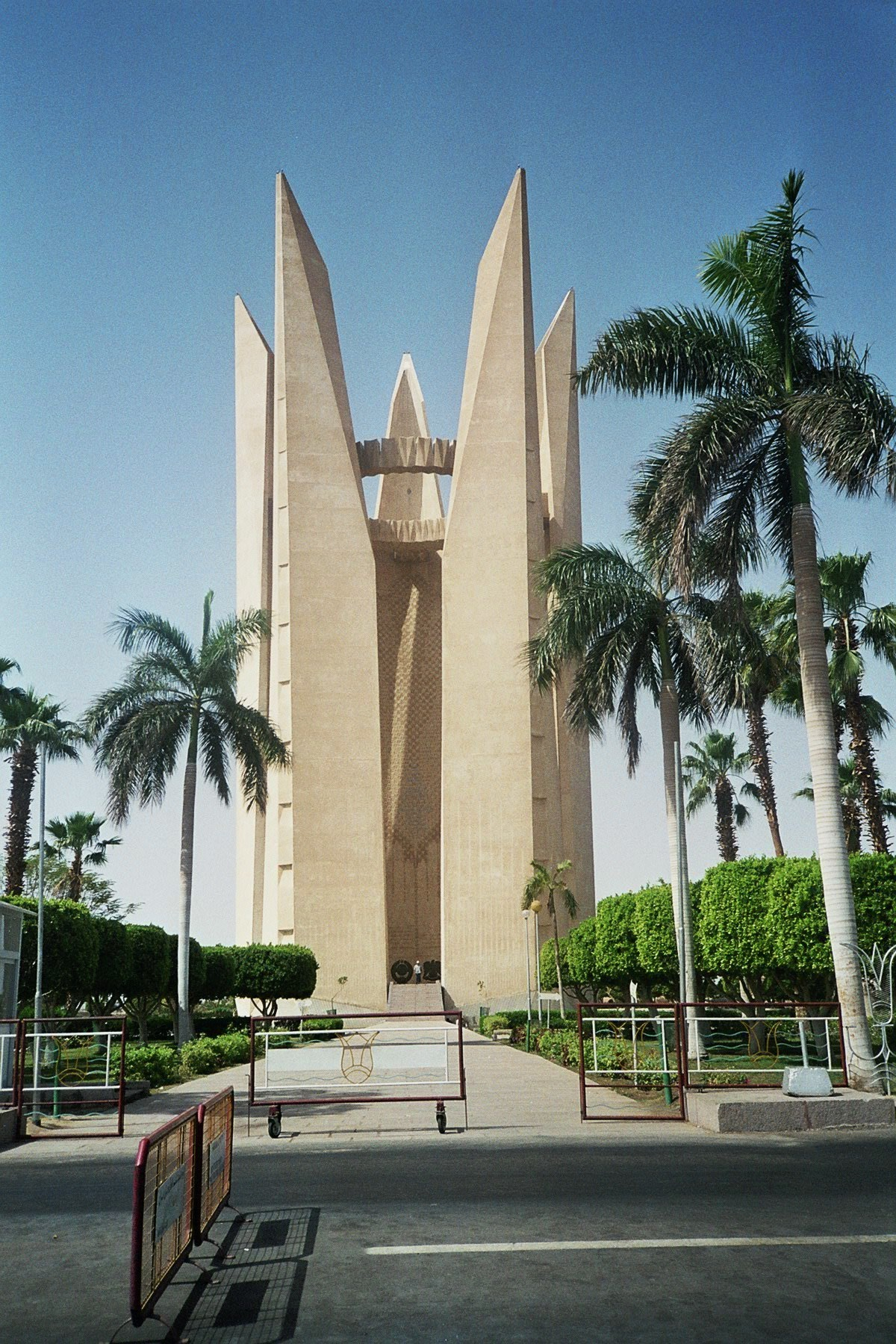
Wieża przyjaźni egipsko-radzieckiej

Elektrownia wodna zaczęła działać w roku 1967, a jej wydajność wynosiła wówczas około połowy całej produkcji energii elektrycznej Egiptu (w 1998 roku, udział ten wynosił 15%). Po raz pierwszy umożliwiła dostarczenie energii elektrycznej do wielu egipskich wiosek.
Tama umożliwia regulację poziomu wody na Nilu, poniżej Asuanu. Pozwoliła między innymi na zmniejszenie efektów powodzi w latach 1964 oraz 1973, a także susz w latach 1972–1973 i 1983–1984. Ponadto, umożliwiła rozwój rybołówstwa w obrębie Jeziora Nasera.
Jezioro Nasera nazywane jest zbiornikiem dekadowym, bądź dziesięcioletnim. Obecne szacunki wskazują, iż przy założeniu braku opadów w całej Afryce przez 10 kolejnych lat, ilość wody w zbiorniku wystarczy dla napojenia całej ludności Egiptu przez całą dekadę (przy ograniczeniu zużycia wody przez przemysł).
Jezioro Nasera jest zbiornikiem samooczyszczającym się. Obecne badania wskazują na zerową klasę czystości wody, co oznacza wodę bezpośrednio nadającą się do picia.

## Problemy

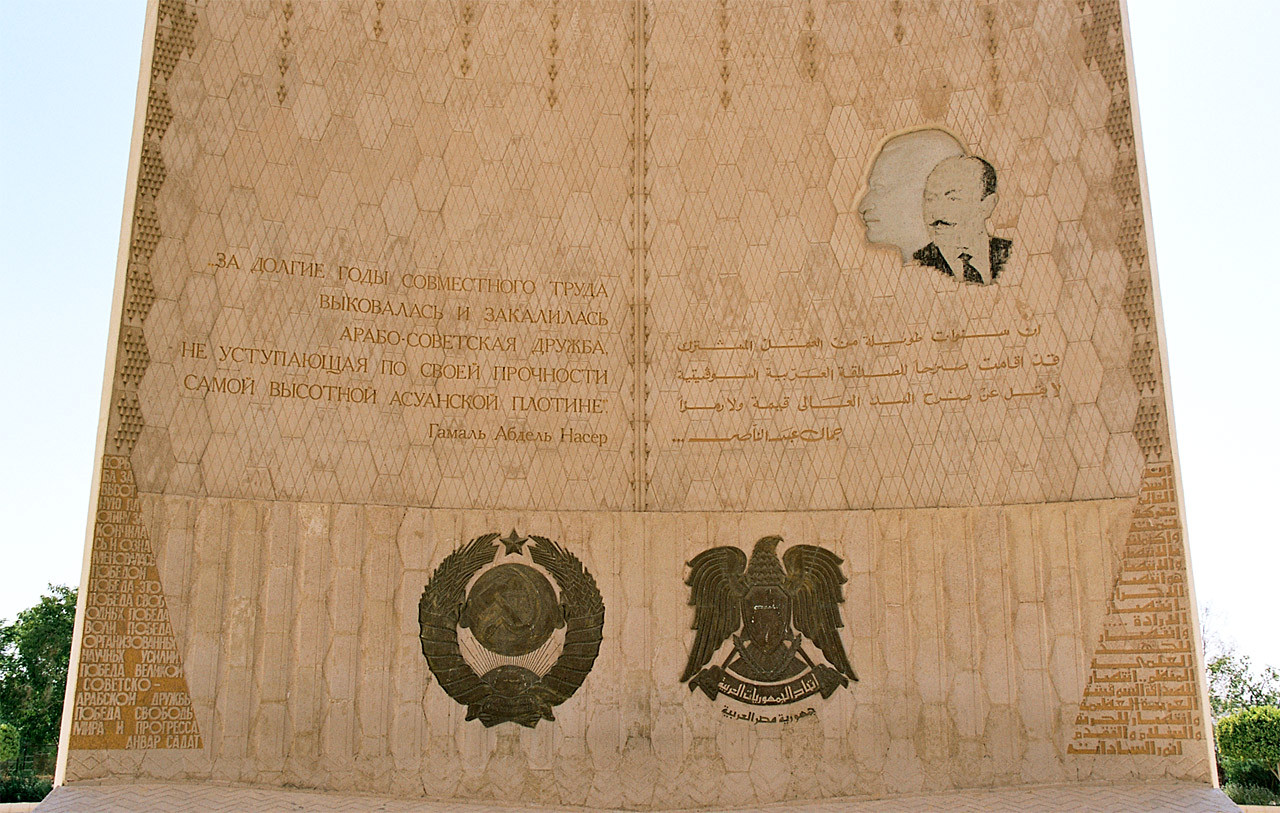
Tablica upamiętniająca ukończenie Wysokiej Tamy

Z biegiem czasu oprócz korzyści tama ujawniła również wiele problemów. Abstrahując od konieczności przesiedlenia podczas jej budowy ponad 100 tysięcy osób, najbardziej brzemiennym w skutki okazało się zatrzymywanie przez nią żyznych namułów, które od tysiącleci umożliwiały rozwój rolnictwa w delcie Nilu. Rosnący dotąd dzięki osadom żyzny obszar będzie się teraz stopniowo kurczyć, już rozpoczęło się jałowienie i erozja gleby w delcie oraz na brzegach Nilu powyżej. Brak piasku niesionego przez Nil oznacza erozję barier brzegowych w całej wschodniej części Morza Śródziemnego, co w przypadku Egiptu przyniesie zanik rybołówstwa na słonych jeziorach przybrzeżnych, w tej chwili stanowiącego największe źródło ryb, oraz rosnące zasolenie pól delty, na których aktualnie uprawiany jest ryż. Kolejnymi kłopotami jest upadek tradycyjnego budownictwa (wypalanie cegieł) oraz rosnące zanieczyszczenie środowiska nawozami sztucznymi, którymi rolnicy są zmuszeni zastępować nilowe namuły. Budowa tamy wywarła zauważalny wpływ na całą wschodnią część Morza Śródziemnego (zmiany w zasoleniu morza, ubożenie ekosystemu, zmniejszanie się połowów ryb).
Większe od spodziewanych okazały się również koszty działania elektrowni (uszkodzenia agregatów i przestoje spowodowane przez piasek i muł). Odpowiednio do ilości zatrzymywanych materiałów z upływem lat zmniejsza się również objętość Jeziora Nassera.